# Skylanders Academy
Skylanders Academy è una serie televisiva d'animazione statunitense facente parte del franchise Skylanders, scritta da Eric Rogers e prodotta da Activision Blizzard Studios. La serie si svolge in un universo separato dai videogiochi e ha debuttato il 28 ottobre 2016 su Netflix.

## Trama
Nel mondo delle Skylands, Spyro, Stealth Elf ed Eruptor sono i nuovi studenti all'Accademia degli Skylander. Sotto gli insegnamenti del potente e saggio Padron Eon, i tre impareranno cosa significa essere uno Skylander, circondandosi di nuovi amici e alleati (compresi Jet-Vac e Pop Fizz che i cinque si forma il Team di Spyro) e sconfiggendo lo stregone Kaos e altri malvagi avversari (tra cui Malefor) che vogliono far sprofondare le Skylands nell'oscurità.

## Personaggi

### Personaggi principali
- Spyro (doppiato da Justin Long in originale e da Emiliano Coltorti in italiano): è il drago viola protagonista della serie. Rimasto orfano, viene adottato da Padron Eon che vedendo in lui un talento lo addestrò affinché diventasse un potente Skylander. Inizialmente testardo e arrogante, ma anche dal cuore d'oro, generoso, sincero, affettuoso, coraggioso e altruista, dopo aver salvato i suoi amici da Kaos diventerà uno Skylander a tutti gli effetti. Essendo un drago Spyro è in grado di volare, esibendosi in veloci acrobazie, e di sputare fuoco, divenendo, quindi, il leader del suo team.
- Padron Eon (doppiato da Chris Diamantopoulos in originale e da Massimo Lopez in italiano): profondo conoscitore di saper mistici e profezie e protettore del Cuore di Luce, Eon è un potente e saggio mago che riveste il ruolo di direttore nell'Accademia.
- Stealth Elf (doppiata da Ashley Tisdale in originale e da Chiara Gioncardi in italiano): è la seconda protagonista della serie, ed una dei membri del Team Spyro. Elf è un'elfa che convive insieme a Spyro ed Eruptor ed è la più riflessiva del gruppo. Essendo una ninja Elf è agile e può teletrasportarsi in una nuvola di fumo e le sue armi sono delle doppie lame.
- Eruptor (doppiato da Jonathan Banks in originale e da Roberto Draghetti in italiano): è il terzo protagonista della serie. Eruptor è un essere formato da roccia e magma in grado di scagliare meteore o fiumi di lava. È il più turbolento del gruppo ma in realtà nasconde un grande cuore.
- Jet-Vac (doppiato da Jonny Rees in originale e da Francesco Venditti in italiano): è un'aquila antropomorfa, Skylander veterano nonché docente dell'Accademia. Jet-Vac è fedele e audace e in un primo momento era in grado di pensare fuori dagli schemi, fino al suo colloquio con Eon che gli consigliò di essere più impulsivo per rispondere alle emergenze. Il suo armamento comprende un fucile aspiratore in grado di spazzare via i nemici o di risucchiarli. Come nei videogiochi, quando spaventato o stressato, Jet-Vac tende a deporre un uovo.
- Pop Fizz (doppiato da Bobcat Goldthwait in originale e da Francesco Caruso Cardelli in italiano): è un gremlin che riveste il ruolo di professore all'Accademia degli Skylander, ed uno dei membri del Team Spyro. Pop è uno stravagante alchimista in quanto crea pozioni per poi testarle su di sé. Ha sempre una pozione adatta a ogni evenienza.
- Hugo (doppiato da Harland Williams in originale e da Francesco Siella in italiano): è il fedele assistente di Eon e prende il suo lavoro molto seriamente. Come nei videogiochi è terrorizzato dalle pecore.

### Antagonisti
- Kaos (doppiato da Richard Horvitz in originale e da Alberto Angrisano in italiano): l'antagonista principale della serie, uno stregone infido e malvagio che ossessionato dal distruggere gli Skylander, Kaos ha come obiettivo quello diffondere il caos e l'oscurità per l'universo.
- Strykore (doppiato da Fred Tatasciore in originale): è il malefico zio di Kaos, e arcinemico del fratellastro Padron Eon che viene punito per le sue azioni malvagie nella Grande Guerra, fu sigillato all'interno del Libro della Magia Oscura.
- Malefor (doppiato da Jim Cummings in originale e da Luciano De Ambrosis in italiano): è un potente e malvagio sovrano dei draghi che governa in maniera tirannica le Cripte Cadaveriche, e padre di Cynder.
- Glumshanks (doppiato da Norm MacDonald in originale e da Andrea Ward in italiano): è il troll assistente del malvagio Kaos che si occupa di ogni capriccio del suo padrone, anche se può essere considerato il più intelligente tra i due. A fine serie si allea con Spyro e i suoi amici dopo aver tradito il suo padrone.
- Dark Spyro (doppiato da Jason Ritter in originale e da Emiliano Coltorti in italiano): è la controparte oscura (e nemico giurato) di Spyro al servizio di Strykore.

### Altri personaggi
- Crash Bandicoot (doppiato da Eric Rogers e Rhys Darby in originale e da Alessandro Campaiola in italiano): è un giovane eroe bandicoot diventato mutante grazie al raggio evolvo costruito dal Dr. Neo Cortex e il suo assistente Dr. Nitrus Brio; i due hanno cercato di trasformarlo in un loro servo per la conquista del mondo, ma a loro insaputa per un errore causato nel Vortex il bandicoot si è ribellato diventando la nemesi di Cortex. A differenza della serie di videogiochi, questa versione di Crash è in grado di parlare tranquillamente la nostra lingua.
- Coco Bandicoot (doppiata da Tara Strong in originale e da Mattea Serpelloni in italiano): è la sorella minore di Crash, anche lei bandicoot, è molto intelligente ed è esperta di hacking e costruzione di armi.
- Skull (doppiato da Josh Robert Thompson in originale e da Gianpaolo Caprino in italiano):  Come famiglio, è un compagno magico e guida per Hex, offrendo supporto e potenziando le sue abilità magiche. E' cinico e va dritto al punto, la maggior parte delle volte fa commenti sarcastici per Hex, anche se a sue spese. In passato, Hex scelse Skull tra altri vari scheletri per creare un legame familiare, con l'effetto collaterale di legare anche il lato oscuro delle sue energie soprannaturali.
- Sprocket (doppiata da Grey Griffin in originale e da Giulia Catania in italiano): Una Skylander dell'elemento Tecnica, è la tuttofare/inventrice/meccanica della Academy.

## Episodi
| Stagione         | Episodi | Prima TV originale |
| ---------------- | ------- | ------------------ |
| Prima stagione   | 12      | 2016               |
| Seconda stagione | 13      | 2017               |
| Terza stagione   | 13      | 2018               |

## Produzione
In una presentazione all'Investor Day il 6 novembre 2015, Activision Blizzard annunciò la formazione di Activision Blizzard Studios, una società di produzione cinematografica dedicata alla creazione di film e serie televisive originali. Guidata dall'ex dirigente di The Walt Disney Company Nick van Dyk, Activision Blizzard Studios decise la produzione di un film e una serie televisiva come adattamento della serie Skylanders.

### Regia
- Arthur Qwak (stagione 1,2,3)
- Solène Azernour (stagione 1,2)
- Alban Rodriguez (stagione 3)